# Ravine Cutty
Die Ravine Cutty (auch: Ravine Cuffy) ist ein Bach an der Ostküste von Dominica im Parish Saint David.

## Geographie
Die Ravine Cutty entspringt am Morne aux Fregates (En Bas Cafe) und fließt in kurvenreichem Lauf nach Nordosten, wo sie parallel zunächst zum O’Hara River und dann zum Rosalie River verläuft. Bei Gardié nimmt sie weitere kleine Bäche auf und mündet nur etwa 400 m südlich des Rosalie Rivers in die Rosalie Bay, in den Atlantik. Die Ravine Cutty ist ca. 2,24 km lang.
Südlich grenzt das Einzugsgebiet der Ravine Ma Robert an.